# Monte l'Acereto
Monte l'Acereto è un rilievo dei monti Ernici, nel Lazio,  nella provincia di Frosinone, nel comune di Sora.